# Karl Wohlfahrt (Verwaltungsjurist)
Karl Wohlfahrt (* 18. Oktober 1877 in Amberg; † 10. Februar 1955 in Memmingen) war ein deutscher Landrat.

## Leben
Nach dem Abitur studierte Karl Wohlfahrt Rechtswissenschaften an der Ludwig-Maximilians-Universität München und der Friedrich-Alexander-Universität Erlangen-Nürnberg. In München war er Mitglied des AGV München, eine nichtschlagende Studentenverbindung. Seinen Militärdienst leistete er als Einjährig-Freiwilliger und war zuletzt Oberleutnant der Reserve. Sein zweites juristisches Staatsexamen (in Bayern vor dem Ersten Weltkrieg Staatskonkurs genannt) legte er 1904 ab und kam zunächst zur Regierung von Oberbayern, bis er zum 1. November 1908 als Assessor beim Bezirksamt Bad Kissingen eine Anstellung fand. Von August 1914 bis zum Kriegsende musste er Kriegsdienst leisten. Bei der Regierung von Niederbayern war er nach dem Krieg als Assessor tätig, als er 1920 zum Bezirksamt Altötting wechselte und dort vom 1. Juli 1922 bis zum 30. September 1927 als Bezirksamtsvorstand die Leitung der Verwaltung übernahm. Anschließend kam er in gleicher Funktion zum Bezirksamt Regensburg, wo er bis Juni 1933 tätig war. Zum 1. Juli 1934 wurde er zum Bezirksvorstand (ab 1939 Landrat) des Bezirksamts Memmingen ernannt und blieb bis zu seiner Amtsenthebung im August 1945 in diesem Amt. Im Entnazifizierungsverfahren stufte die Spruchkammer ihn als Mitläufer  ein. 
Wohlfahrt war zum 1. Mai 1937 in die NSDAP eingetreten. In der SA war er seit 1933  und dort zuletzt Truppführer.